# Gabriele Gilardoni
Gabriele Gilardoni (29 dicembre 1903 – Lugano, 1996) è stato un calciatore svizzero, di ruolo difensore.

## Carriera

### Nazionale
Ha collezionato diciassette presenze con la propria nazionale. Il 29 marzo 1931 partecipò alla sfida contro l'Italia nell'ambito della Coppa Internazionale; la Svizzera subì il pareggio all'89' a opera di Renato Cesarini, che era proprio marcato da Gilardoni: il gesto e soprattutto la tempistica del gol contribuì alla leggenda della zona Cesarini.